# Щербаков переулок
Щербако́в переулок — переулок в Центральном районе Санкт-Петербурга. Проходит от набережной реки Фонтанки до Загородного проспекта.

## История
Этот переулок был проложен в начале XIX века и первое время именовался Вновьпроложенным переулком. Современное название (по фамилии купца-домовладельца) носит с 1817 года (по другим данным — с 1828 года). С 1936 года входил в состав Куйбышевского района, который в 1994 году был включён в Центральный район.
В XIX и начале XX века в Щербаковом переулке жили татары-халатники, старьёвщики, торговцы галантереей и казанским мылом, а также строители-сезонники из Костромской губернии.
Современная застройка в основном относится ко второй половине XIX века.

## Достопримечательности

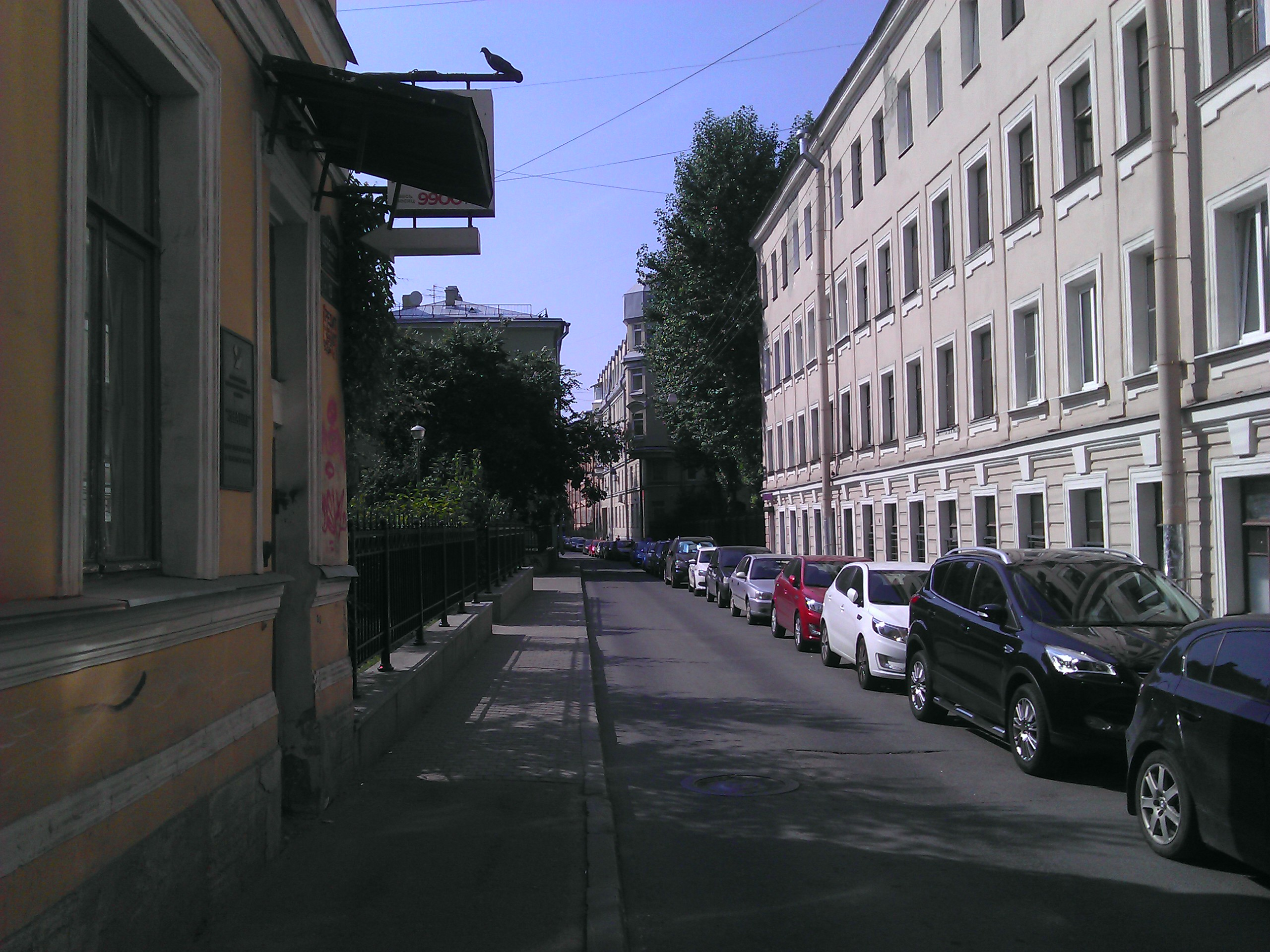
Скверы Маневича (слева) и Эдуарда Хиля (справа)

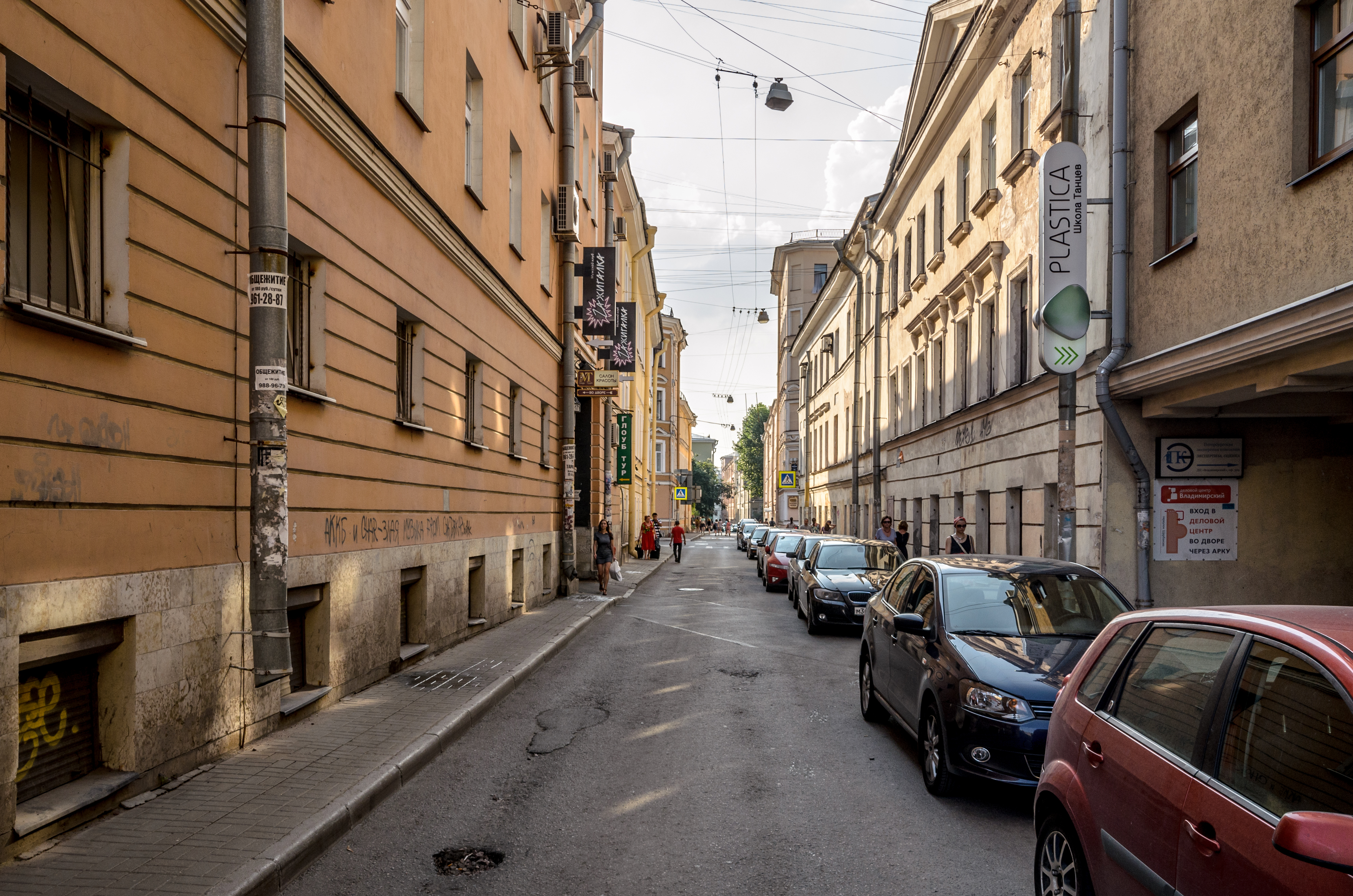
У Загородного проспекта

Скверу между домом 7 по Щербакову переулку и домами 21 и 23 по улице Рубинштейна в 2008 году было присвоено имя М. В. Маневича (сквер Маневича) — вице-губернатора Санкт-Петербурга, жившего неподалёку — в Толстовском доме. Маневич был убит в 1997 году на углу улицы Рубинштейна и Невского проспекта. 18 февраля 2011 года, в день 50-летия со дня рождения Маневича, в сквере состоялась церемония установки закладного камня на месте будущего памятника. 5 марта 2013 года в сквере был торжественно открыт памятник М. Маневичу.
Сквер между домом 4 по Щербакову переулку и домом 19/8 по улице Рубинштейна в 2013 году по инициативе ТСЖ «Толстовский Дом» был назван в честь Эдуарда Хиля.
По адресу Щербаков переулок, 17/Загородный проспект, 3, до 2012 года находился исторический дом купца Рогова, построенный в начале XIX века. Здание было незаконно снесено ради строительства бизнес-центра несмотря на десятилетние протесты градозащитников, судебные разбирательства и запрет КГИОП.